# Creissan
Creissan är en kommun i departementet Hérault i regionen Occitanien i södra Frankrike. Kommunen ligger i kantonen Capestang som tillhör arrondissementet Béziers. År 2022 hade Creissan 1 404 invånare.

## Befolkningsutveckling
Antalet invånare i kommunen Creissan
Referens:INSEE